# Orpheus Chamber Orchestra
L'Orpheus Chamber Orchestra è un'orchestra classica di musica da camera con sede a New York City. Ha vinto diversi Grammy Awards. È nota per il suo stile di leadership collaborativo in cui i musicisti, non un direttore d'orchestra, interpretano la partitura.

## Storia
L'Orpheus Chamber Orchestra fu fondata nel 1972 da Julian Fifer e da un gruppo di giovani musicisti determinati a combinare l'intimità e il calore di un gruppo da camera con la ricchezza di un'orchestra. Con 71 album, tra cui il vincitore del Grammy Award Shadow Dances: Stravinskij Miniature e 42 lavori su commissione originali presentati in anteprima, l'Orpheus ruota ruoli di direzione musicale per ogni lavoro e si sforza di eseguire diversi repertori tramite la collaborazione e il dialogo aperto.
L'Orpheus, che si esibisce senza direttore, presenta una serie annuale alla Carnegie Hall ed esegue numerosi tour nelle principali sale nazionali ed internazionali.
Solisti che si sono esibiti con la Orpheus sono Fazıl Say, Isaac Stern, Gidon Kremer, Itzhak Perlman, Gil Shaham, Yo-Yo Ma, Mischa Maisky, Emanuel Ax, Richard Goode, Alicia de Larrocha, Radu Lupu, Martha Argerich, Alfred Brendel, Horacio Gutierrez, Murray Perahia, Peter Serkin, Mitsuko Uchida, Tatiana Troyanos, Martin Fröst, Anne Akiko Meyers, Maureen Forrester, Frederica von Stade, Peter Schreier, Anne Sofie von Otter, Dawn Upshaw, e Renée Fleming. L'Orpheus ha eseguito in anteprima lavori di Elliott Carter, Jacob Druckman, Mario Davidovsky, Michael Gandolfi, William Bolcom, Osvaldo Golijov, Fred Lerdahl, Gunther Schuller, Ellen Taaffe Zwilich, Susan Botti, David Rakowski, Bruce Adolphe, Peter Lieberson, Elizabeth Brown, Wayne Shorter, Brad Mehldau, e Han Yong.
I singoli membri di Orpheus hanno ricevuto il riconoscimento come solista, musica da camera e le esecuzioni orchestrali. Dei 30 orchestrali che compongono l'organico base di Orpheus, molti ricoprono cariche di insegnamento presso conservatori e università nelle aree di New York e del New England, tra cui Juilliard School, Manhattan School of Music, New England Conservatory, Columbia, Università Yale, Mannes College of Music, Montclair State University, e la Hartt School. I musicisti di Orpheus suonano in altre orchestre quali la New York Philharmonic, American Composer's Orchestra, Met Opera Orchestra, New Jersey Symphony Orchestra, and New York City Ballet Orchestra. I membri dell'Orpheus fanno parte sia del personale amministrativo che del Consiglio di Amministrazione.

## Tour
Orfeo ha intrapreso numerose tournée degli Stati Uniti, Europa, Sud America e Asia, compreso il Giappone.

## Programmi educativi
Orpheus ha registrato il marchio del proprio metodo di lavorare, l'Orpheus Process ™, un metodo che pone la democrazia al centro dell'esecuzione artistica. È stato al centro di studi ad Harvard e Stanford e di seminari sulla leadership alla Morgan Stanley e al Memorial Sloan-Kettering Hospital, tra gli altri. Due programmi esclusivi di istruzione ed impegno, Access Orpheus ed Orpheus Institute, hanno lo scopo di insegnare questo approccio agli studenti di tutte le età.
Access Orpheus, iniziativa educativa di Orfeo, condivide il processo collaborativo di fare musica dell'orchestra con gli studenti delle scuole pubbliche di tutti i cinque distretti di New York City. A causa della diminuzione delle risorse per l'educazione artistica, molte scuole pubbliche non hanno accesso agli insegnanti d'arte a tempo pieno per poter fare le lezioni di musica e le mostre di arte e cultura. L'Access Orpheus aiuta a colmare questa lacuna con visite in classe, la partecipazione a prove di lavoro e biglietti gratuiti per gli spettacoli alla Carnegie Hall.
Orpheus Institute porta l'Orpheus Process e i musicisti dell'orchestra in colleges selezionati, università e conservatori per lavorare direttamente con i musicisti e i leader di domani. Gli studenti in tutti i campi di studio imparano dal processo creativo di Orfeo nelle aree di collaborazione, comunicazione, soluzione creativa dei problemi e leadership condivisa. Nelle prossime stagioni Orpheus continuerà a condividere i suoi metodi di leadership e le pratiche di esecuzione come il gruppo fornisce al pubblico il massimo livello di musicalità e di programmazione.

## Orpheus come luogo di lavoro democratico
Nel marzo 2007, Orpheus è diventato uno dei primi vincitori del Worldwide Award per I luoghi di Lavoro più Democratici, sponsorizzato da WorldBlu, Inc., un'organizzazione con sede a Washington DC specializzata in democrazia organizzativa.

## Opere degne di nota

### Registrazioni
L'Orpheus ha registrato oltre 70 album. Il loro ampio catalogo della Deutsche Grammophon comprende i capolavori barocchi di Händel, Corelli e Vivaldi, le sinfonie di Haydn, le sinfonie e le serenate di Mozart, i concerti completi per fiati di Mozart con i membri di Orpheus come solisti, le opere romantiche di Dvořák, Grieg e Tchaikovsky e un certo numero di classici del XX secolo di Bartók, Prokofiev, Fauré, Ravel, Schoenberg, Ives, Copland, e Stravinsky. Le recenti pubblicazioni comprendono la registrazione di canzoni popolari inglesi e americane con il controtenore Andreas Scholl (Decca); Creation, una collezione di musica impressionista della Parigi del 1920 con il sassofonista Branford Marsalis (Sony Classical); una serie di registrazioni dei più grandi concerti per pianoforte di Mozart con Richard Goode (Nonesuch); e una lettura vigorosa de Le quattro stagioni con Sarah Chang (EMI Classics). Una raccolta dei concerti per pianoforte di Mozart con Jonathan Biss è stato pubblicata nel 2008, anche su EMI Classics, e nel 2014 Orpheus ha pubblicato il suo primo album autoprodotto contenente le Sinfonie n. 5 e 7 di Beethoven, registrate dal vivo alla Carnegie Hall.

### Commissioni
Fin dalla sua istituzione l'Orpheus Chamber Orchestra si è dedicata ad ampliare il repertorio per orchestra da camera e ispirare gli ascoltatori con nuove prospettive. Fino ad oggi l'orchestra ha commissionato e presentato 39 nuovi lavori, la maggior parte di compositori americani, molti dei quali erano agli inizi della loro carriera. Il modello senza direttore d'orchestra propone ai giovani compositori un partner collaborativo unico per l'esplorazione, in cui è possibile una maggiore sperimentazione e un feedback immediato. Promuovendo la creazione di nuova musica, Orpheus si basa sul suo costante impegno a sfidare i confini artistici e creare nuovi percorsi per l'interazione tra i musicisti, il pubblico e i compositori.
Negli ultimi dieci anni Orpheus ha presentato con successo il programma The New Brandenburgs, incaricando sei compositori per creare sei nuovi lavori per l'orchestra. Ogni compositore è stato collegato ad uno degli iconici Concerti Brandeburghesi di Bach e gli è stato chiesto di comporre un nuovo brano ispirato all'originale. A seguito del completamento del nuovo Brandenburgs, Orpheus ha lanciato la sua iniziativa Project 440 che ha commissionato quattro autori emergenti scelti da un gruppo eterogeneo di consulenti attraverso un processo di selezione a livello nazionale. I quattro autori sono Cynthia Wong, Clint Needham, Andrew Norman e Alex Mincek, i quali hanno continuato la loro carriera con grande successo. Orpheus è stata orgogliosa di offrire a questi compositori di talento lo spazio e il tempo per creare un nuovo lavoro con un'orchestra collaborativa e sono stati contenti dal feedback straordinariamente positivo del pubblico e della critica al Project 440.